# Colossendeidae
Die Colossendeidae sind die einzige Familie der Ordnung der Colossendeomorpha innerhalb der Asselspinnen (Pycnogonida). Sie beinhalten die größten Arten der Asselspinnen und können Beinlängen von bis zu 24 Zentimetern erreichen. Dabei stellt Dodecalopoda mawsoni die größte Art der Gruppe dar während die stabheuschreckenartigen Pipetta-Arten einen nur 1 cm langen Körper besitzen. Die Arten leben beinah ausschließlich im südlichen Pazifik und Atlantik sowie in den Gewässern der Antarktis.

## Merkmale
Die Arten der Colossendeidae zeichnen sich teilweise durch ihre besondere Größe innerhalb der Asselspinnen aus. Sie können acht, zehn oder auch zwölf bis zu 24 Zentimeter lange und sehr dünne Beine besitzen, wobei die Arten der Gattung Dodecalopoda die einzigen 12-beinigen Arten der Asselspinnen überhaupt sind. Der Rüssel ist sehr dick ausgebildet und ebenso lang wie der restliche Rumpf der Tiere. Die kleinen Pipetta-Arten ähneln in ihrem Habitus dagegen den lang gestreckten,  terrestrischen Stabheuschrecken und erreichen eine Rumpflänge von nur einem Zentimeter bei Beinen von etwa 0,8 Zentimetern Länge.

## Systematik
Unter anderen gehören folgende Arten in diese Gruppe, darunter auch die ehemals in einer eigenen Familie Decalopodidae geführten Arten (mit Erstbeschreiber und Jahr der Beschreibung):
- Colossendeis angusta Sars, 1877
- Colossendeis australis Hodgson, 1907
- Colossendeis brevirostris Child, 1995
- Colossendeis colossea Wilson, 1881
- Colossendeis drakei Calman, 1915
- Colossendeis ensifer Child, 1995
- Colossendeis frigida Hodgson, 1907
- Colossendeis gigas Hoek, 1881
- Colossendeis glacialis Hodgson, 1907
- Colossendeis leptorhynchus Hoek, 1881
- Colossendeis megalonyx Hoek, 1881
- Colossendeis robusta Hoek, 1881
- Colossendeis scoresbii Gordon, 1932
- Colossendeis wilsoni Calman, 1915
- Decalopoda antarctica Bouvier,E.L., 1906
- Decalopoda australis Eights, 1835
- Decalopoda quasimi Sree, Sreepada & Parulekar, 1993
- Dodecalopoda mawsoni Calman & Gordon, 1933